# David Manning (escritor ficticio)
David Manning era un crítico de cine ficticio, creado por un ejecutivo de mercadeo de Sony Corporation alrededor de julio de 2000 para dar reseñas positivas de los estrenos de Columbia Pictures, subsidiaria de Sony. Varios subtítulos periodísticos publicados por "David Manning" fueron escritos para la película A Knight's Tale (mencionando a Heath Ledger como "la mejor nueva estrella del año") y la comedia The Animal de Rob Schneider ("¡Otro ganador!"), cuando esta última había recibido por lo general reseñas pobres por parte de críticos reales.

## Detalles
A menudo firmaba como Dave Manning y falsamente aseguraba ser escritor para el diario The Ridgefield Press. El reportero John Horn de Newsweek descubrió que The Ridgefield Press nunca había escuchado de él. Reveló la verdad sobre Manning en junio de 2001. El artículo apareció más o menos al mismo tiempo que un anuncio según el cual Sony había utilizado empleados que aparentaban ser aficionados en comerciales de televisión para elogiar la película The Patriot, de Roland Emmerich.
Estas ocurrencias, una tras otra, dieron lugar a preguntas y a controversia sobre la ética en las prácticas de mercadeo de películas. El 3 de agosto de 2005 Sony llegó a un arreglo por fuera de la corte y consintió dar un reembolso de $5 a cualquier persona que hubiera visto las películas Hollow Man, The Animal, The Patriot, A Knight's Tale o Vertical Limit en salas de cine estadounidenses entre el 3 de agosto de 2000 y el 31 de octubre de 2001.